# Rogowo (powiat Toruński)
Rogowo is een dorp (vroeger een stad) in de Poolse woiwodschap Koejavië-Pommeren. Rogowo heeft zijn stadsrechten gekregen in 1380, maar verloor die weer op 23 maart, 1933. De plaats maakt deel uit van de gemeente Lubicz en telt zo rond de 2.000 inwoners. Rogowo ligt zo'n 15 kilometer ten zuiden van Żnin en ongeveer 50 kilometer net zuidwesten van Bydgoszcz.
In Rogowo kun je de hockeyclub Ludowy Klub Sportowny (LKS) Rogowo vinden. Veel van haar spelers zijn in het nationale Poolse team geweest in vele internationale wedstrijden. De grootste attractie te vinden in Rogowo is Zaurolandia, een attractiepark met dinosauriërs als thema. Dit attractiepark is geopend ergens in april 2007.
Verder is Rogowo omringd door vele meren die veel vissers en campinggasten naar zich toe trekken.